# Генеральный Совет Валь-д’Аран
Генеральный Совет Валь-д’Аран (аранск. Conselh Generau d’Aran) является органом местного самоуправления региона Валь-д’Аран. Официально он был сформирован в 1991 году в ходе местных выборов, тогда Совет состоял из 13 членов.
В соответствии с Законом 16/1990 от 13 июля 1990 г. об особом режиме региона Валь-д’Аран в Совет входили Генеральный Синдик, Генеральные советники (Conselhers Generaus), собиравшиеся на пленарные заседания и Комиссии аудиторов (Comission d’Auditors de Compdes).

Флаг Валь-д’Аран

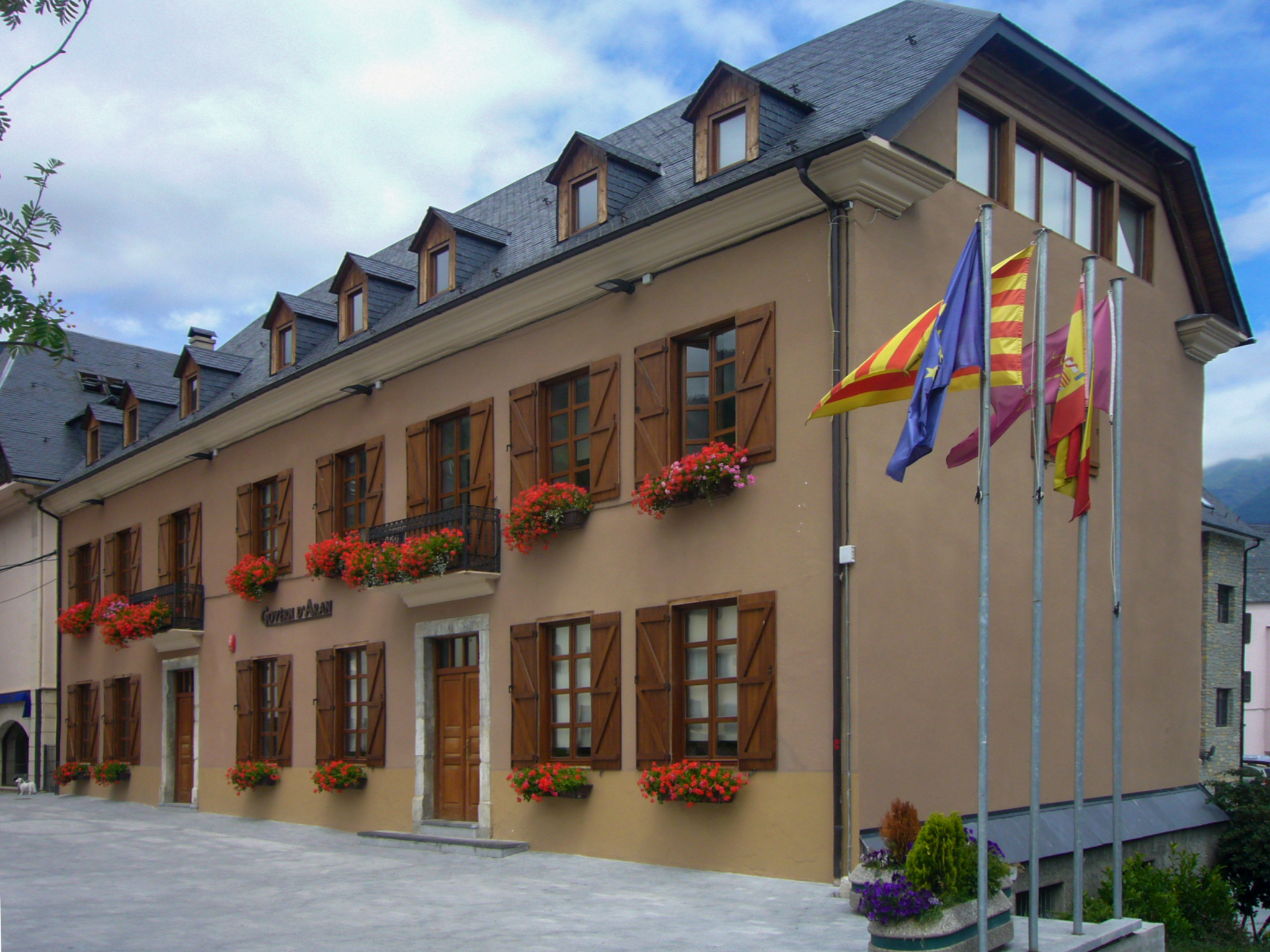
Генеральный Совет Валь-д’Аран

Валь-д'Аран делится на шесть районов, сформированных в соответствии с исторически сложившимся делением на районы (terçons). В Генеральный Совет входят 13 членов, избираемые из каждого района в следующем порядке:
1. Пужоло — 2 члена
2. Арте э Гаро — 2 члена
3. Кастьеро — 4 члена
4. Маркатоса — 1 член
5. Ирисса — 1 член
6. Куате Локс — 3 члена

Прямые выборы генеральных советников осуществляются в соответствии с действующим избирательным законодательством и на основе Метода д’Ондта.
В компетенцию Генерального Совета входят все вопросы, касающиеся развития аранского языка и аранской культуры, обучения аранскому языку. Кроме того Женералитет Каталонии обязан передать в ведение Совета следующие вопросы:
- Обучение
- Культура
- Здравоохранение
- Предоставление социальных услуг
- Административно-территориальное деление и градостроительство
- Туризм
- Охрана и защита культурно-исторического наследия региона
- Защита и охрана окружающей среды
- Сельское хозяйство, скотоводство, рыбная ловля, охота и использование лесных ресурсов
- Тушение пожаров
- Вопросы молодежи
- Досуг
- Спорт
- Окружающая среда
- Дороги местного значения
- Внутренний транспорт
- Ремесла

## Состав
В настоящее время[когда?] в генеральный совет входят следующие члены:
1. От партии Unitat d’Aran:
- Франсес Бойа Алос (Francés Boya Alòs), официальный пресс-секретарь и Синдик — (избран от Куате Локс)
- Руфино Мартинес Кау (Rufino Martínez Cau) — избран от Кастьеро
- Ноэелиа Коста Риу (Noelia Costa Riu) — от Маркатосы
- Хуан-Антонио Серрано Иглесиас (Juan-Antonio Serrano Iglesias) — от Кастьеро
- Франсиско Бруна Капель (Francisco Bruna Capel) — от Пужоло
- Иполито Крусес Сокасау (Hipólito Cruces Socasau) — от Куате Локс

2. От партии Convergéncia Democratica Aranesa (Партия демократического единства Валь-д’Аран):
- Карлос Баррера Санчес (Carlos Barrera Sánchez) — от Кастьеро
- Эдуардо Вальдекантос Дидье (Eduardo Valdecantos Dedieu) — от Куате Локс
- Франсиско Медан Хуанмарти (Francisco Medan Juanmartí) — от Ириссы
- Франсиско Видал Верхес (Francisco Vidal Vergés) — от Кастьеро
- Маркос Вило Домингес (Marcos Viló Domínguez) — от Пужоло
- Артуро Санчес Фарре (Arturo Sánchez Farré) — от Арте э Гаро

3. От партии Partit Renovador d’Arties-Garòs (Партия Возрождения Артэ-Гаро):
- Хосе Антонио Бруна Виланова (José Antonio Bruna Vilanova) — от Арте э Гаро